# Зграда у ул. Обилићев венац бр. 20 у Нишу
Зграда у ул. Обилићев венац бр. 20 је објекат који се налази у Нишу. Саграђена је после 1892. године и представља непокретно културно добро као споменик културе Србије.

## Опште информације
Кућа се налази у улици Обилићев венац под бројем 20. Грађена је као кафана, и по власнику Милораду С. Лазићу добила је име „Пивница Лазић“. Настала је после 1892. године. Подигнута је у стилу западноевропске архитектуре, зграда је једноспратна са бочним двокрилним улазом за спрат, а у приземљу се налазе локали. На објекту се истиче балкон са оградом од кованог гвожђа и лепо профилисана столарија.
Уписана је у регистар Завода за заштиту споменика културе Ниш 1983. године.